# Carlos Thompson Flores (neto)
Carlos Thompson Flores  (Montenegro, 26 de janeiro de 1911 — Porto Alegre, 16 de abril de 2001) foi um jurista brasileiro e ministro do Supremo Tribunal Federal entre 1968 e 1981.
Filho de Luiz Carlos Reis Flores, neto de Carlos Thompson Flores e bisneto do médico Dr. Luís da Silva Flores - o conhecido Dr. Flores. É avô do desembargador federal e ex-presidente do Tribunal Regional Federal da 4ª Região, Carlos Eduardo Thompson Flores Lenz.
Estudou no Colégio Público Elementar 14 de julho, em Montenegro, e no Colégio Júlio de Castilhos, em Porto Alegre. Sendo formado pela então Faculdade Livre de Direito de Porto Alegre (atual Faculdade de Direito da Universidade Federal do Rio Grande do Sul), que foi fundada pelo seu avô, Carlos Thompson Flores.
Foi nomeado ministro do Supremo Tribunal Federal, pelo presidente Costa e Silva, por decreto de 16 de fevereiro de 1968, para a vaga do ministro José Eduardo do Prado Kelly, assumindo o cargo em 14 de março.
Foi presidente do Supremo Tribunal Federal, de 14 de fevereiro de 1977 a 14 de fevereiro de 1979.